# Закрученка ламка
Закрученка ламка (Tortella fragilis) — вид мохів порядку потіальних (Pottiales).

## Поширення
Батьківщиною є Європа, Африка, Північна Америка, Південна Америка, Азія.
Населяє субстрати, ймовірно висохлі протягом року, кислі чи вапняні породи, просочування, тріщини та виступи скель у морських місцях, сухі прерії, колоди чи торф'яний перегній у джерелах, болотах, туйових болотах, відкриті піски берегів озер, тундру, альпійські й вербові болота, краї снігових плям; на висотах 0–3600 метрів.

## Характеристика
Рослини грубі, жорсткі, від темно-зеленого до жовтувато- або чорно-коричневого кольору, подовжені. Стебла (0.5)1–5 см, листки віддалено розташовані вздовж стебла з блискучими основами листя, як правило, помітні, центральна нитка відсутня, рідко дещо запушені, коли дуже маленькі. Стеблові листки тверді, грубі, жорсткі, однакові за розміром і формою вздовж стебла та верхівки, найнижчі листки здебільшого без кінчиків листя. Спеціалізоване нестатеве розмноження опадними, шилуватими, жорсткими, гладкобокими, дистально потовщеними верхівками всіх листків. Вид дводомний. Коробочкові ніжки 1.5–2 см, зрідка по дві на перихетії. Коробочка 1.8–3 мм. Плодоносить рідко, коробочки дозрівають влітку (червень).